# Palis
Palis Lakosainak száma 645 fő (2018. január 1.). Palis Faux-Villecerf, Marcilly-le-Hayer, Mesnil-Saint-Loup, Planty, Villadin és Villemaur-sur-Vanne községekkel határos.
2016. január 1-jén Aix-en-Othe és Villemaur-sur-Vanne korábbi községgel egyesült és az így létrejött Aix-Villemaur-Pâlis új község része lett.

## Népesség
A település népességének változása:
| Lakosok száma | 654  | 602  | 511  | 486  | 555  | 603  | 629  | 619  | 646  | 645  |
|               | 1962 | 1968 | 1982 | 1990 | 1999 | 2008 | 2011 | 2013 | 2017 | 2018 |